# 米娅·罗斯
米娅·罗斯（英語：Mia Rose；1988年1月26日—，出生于英国伦敦温布尔登村），原名玛丽亚·安东尼·桑帕约·罗莎（葡萄牙語：Maria Antónia Teixeira Rosa），是通过在YouTube分享视频（用户名miaarose）而出名的葡萄牙／英国歌手，亦是YouTube獲订阅总次数前列的音乐家。
其翻唱的著名歌曲有：
- Heaven（原唱 布莱恩·亚当斯）
- Unwritten（原唱 娜塔莎·貝汀菲兒）
- Bubbly（原唱 蔻比·凱蕾）
- Break Away（原唱 海灘男孩）